# C.S. Leigh
Pour les articles homonymes, voir Leigh.
C.S. Leigh est un réalisateur britannique né en 1964 et mort en 2016.

## Filmographie
- 1998 : Sentimental Education
- 2001 : Far from China (cs) avec Marianne Faithfull, Lambert Wilson, Aurélia Thierrée
- 2002 : Nude, Descending… avec Kati Outinen, Lou Castel, Daniel O'Meara
- 2004 : Process avec Béatrice Dalle et Guillaume Depardieu
- 2005 : See You at Regis Debray (cs) avec Lars Eidinger
- 2009 : American Widow (cs) Cat Power, Katerina Golubeva, Anna Thomson